# Tema da Vitória
O Tema da Vitória é uma canção instrumental brasileira composta por Eduardo Souto Neto - com arranjo do grupo Roupa Nova -, para uso da TV Globo durante as transmissões de corridas de Fórmula 1. Nos primeiros anos, a música foi executada apenas durante a bandeirada final do Grande Prêmio do Brasil, e para pilotos de qualquer nacionalidade, sendo executada pelo primeira vez na vitória de Nelson Piquet, em 1983, e de Alain Prost, em 1984.
A partir de 1985, no entanto, a ideia de tocar a música para pilotos de qualquer nacionalidade no GP do Brasil foi abandonada e a vitória de Alain Prost, naquele ano, não foi acompanhada da canção. Ela só seria reproduzida novamente no ano seguinte, com o "pódio duplo" de Nelson Piquet e Ayrton Senna em Jacarepaguá e, a partir da vitória de Senna no Grande Prêmio de Detroit de 1986, em todas as corridas que tivessem um piloto brasileiro como vencedor - excetuando-se algumas poucas exceções.
No todo, a canção foi reproduzida 73 vezes: em 38 das 41 vitórias de Ayrton Senna; em 11 das 23 vitórias de Nelson Piquet; em todas as 11 vitórias de Rubens Barrichello; e em 10 das 11 vitórias de Felipe Massa. Além disso, foi reproduzida também na vitória de Alain Prost no Grande Prêmio do Brasil de 1984 e na vitória de Gehrard Berger no Grande Prêmio do Japão de 1991, ocasião da conquista do terceiro título mundial de Ayrton Senna. Também foi reproduzida na conclusão do Grande Prêmio do Japão de 1989, quando Senna cruzou a linha de chegada em primeiro lugar antes de ser desclassificado da corrida.

## História
A ideia de combinar o encerramento do Grande Prêmio do Brasil com um tema musical próprio partiu do diretor Aloysio Legley, que, no começo da década de 1980, era o responsável pela transmissão da Fórmula 1 na TV Globo. A música foi composta pelo maestro Eduardo Souto Neto e gravada pelo grupo Roupa Nova em 1981, porém, só viria a ser executada a partir de 1983, quando da vitória de Nelson Piquet em Jacarepaguá. A música voltaria a ser reproduzida no ano seguinte, quando Alain Prost venceu a prova.
Em 1985, no entanto, a Globo abandonou a ideia de tocar a canção durante o encerramento do GP do Brasil. Somente em 1986 que a música voltou a ser executada: em mais uma vitória de Piquet no Autódromo de Jacarepaguá. Ayrton Senna ouviu o Tema da Vitória pela primeira vez após receber a bandeira quadriculada no Grande Prêmio de Detroit de 1986 - ocasião na qual inaugurou, também, a tradição de empunhar a bandeira brasileira ao final de cada vitória. A partir daí, a canção passou a ser tocada em todas as vitórias de pilotos brasileiros, com raríssimas exceções.
Após a morte de Senna, a canção passou um total de sete anos sem ser reproduzida pela TV Globo, até a primeira vitória de Rubens Barrichello no Grande Prêmio da Alemanha de 2000. A música voltaria a ser reproduzida para outro piloto brasileiro em 2006, quando da primeira vitória de Felipe Massa no Grande Prêmio da Turquia. No GP da Europa de 2009, em comemoração à centésima vitória brasileira na Fórmula 1, o Tema da Vitória foi reproduzido com um arranjo diferente do habitual. A música foi tocada pela Globo duas vezes fora do contexto do automobilismo: nas conquistas das Copas do Mundo de Futebol de 1994 - poucos meses após o acidente que levou a morte de Ayrton Senna - e de 2002.
Até o momento, a última ocasião em que foi reproduzida foi na última vitória de Rubens Barrichello, no Grande Prêmio da Itália, em 2009.

## Lista de execuções
| N.º | Evento                                                               | Vencedor (em itálico os não-brasileiros)           | Notas      |
| --- | -------------------------------------------------------------------- | -------------------------------------------------- | ---------- |
| 1   | Grande Prêmio do Brasil de 1983                                      | Nelson Piquet (1.ª vez)                            |            |
| 2   | Grande Prêmio do Brasil de 1984                                      | Alain Prost (1.ª vez)                              | [ nota 1 ] |
| 3   | Grande Prêmio do Brasil de 1986                                      | Nelson Piquet (2.ª vez)                            |            |
| 4   | Grande Prêmio de Detroit de 1986                                     | Ayrton Senna (1.ª vez)                             |            |
| 5   | Grande Prêmio da Alemanha de 1986                                    | Nelson Piquet (4.ª vez)                            |            |
| 6   | Grande Prêmio da Hungria de 1986                                     | Nelson Piquet (5.ª vez)                            |            |
| 7   | Grande Prêmio da Itália de 1986                                      | Nelson Piquet (6.ª vez)                            |            |
| 8   | Grande Prêmio de Mônaco de 1987                                      | Ayrton Senna (2.ª vez)                             |            |
| 9   | Grande Prêmio de Detroit de 1987                                     | Ayrton Senna (3.ª vez)                             |            |
| 10  | Grande Prêmio da Alemanha de 1987                                    | Nelson Piquet (7.ª vez)                            |            |
| 11  | Grande Prêmio da Hungria de 1987                                     | Nelson Piquet (8.ª vez)                            |            |
| 12  | Grande Prêmio da Itália de 1987                                      | Nelson Piquet (9.ª vez)                            |            |
| 13  | Grande Prêmio do Japão de 1987 (Tricampeonato de Nelson Piquet)      | Nelson Piquet (10.ª vez)                           | [ nota 2 ] |
| 14  | Grande Prêmio de San Marino de 1988                                  | Ayrton Senna (4.ª vez)                             |            |
| 15  | Grande Prêmio do Canadá de 1988                                      | Ayrton Senna (5.ª vez)                             |            |
| 16  | Grande Prêmio de Detroit de 1988                                     | Ayrton Senna (6.ª vez)                             |            |
| 17  | Grande Prêmio da Grã-Bretanha de 1988                                | Ayrton Senna (7.ª vez)                             |            |
| 18  | Grande Prêmio da Alemanha de 1988                                    | Ayrton Senna (8.ª vez)                             |            |
| 19  | Grande Prêmio da Hungria de 1988                                     | Ayrton Senna (9.ª vez)                             |            |
| 20  | Grande Prêmio da Bélgica de 1988                                     | Ayrton Senna (10.ª vez)                            |            |
| 21  | Grande Prêmio do Japão de 1988 (Primeiro campeonato de Ayrton Senna) | Ayrton Senna (11.ª vez)                            |            |
| 22  | Grande Prêmio de San Marino de 1989                                  | Ayrton Senna (12.ª vez)                            |            |
| 23  | Grande Prêmio de Mônaco de 1989                                      | Ayrton Senna (13.ª vez)                            |            |
| 24  | Grande Prêmio do México de 1989                                      | Ayrton Senna (14.ª vez)                            |            |
| 25  | Grande Prêmio da Alemanha de 1989                                    | Ayrton Senna (15.ª vez)                            |            |
| 26  | Grande Prêmio da Bélgica de 1989                                     | Ayrton Senna (16.ª vez)                            |            |
| 27  | Grande Prêmio da Espanha de 1989                                     | Ayrton Senna (17.ª vez)                            |            |
| 28  | Grande Prêmio do Japão de 1989                                       | Ayrton Senna (18.ª vez)                            | [ nota 3 ] |
| 29  | Grande Prêmio dos Estados Unidos de 1990                             | Ayrton Senna (19.ª vez)                            |            |
| 30  | Grande Prêmio de Mônaco de 1990                                      | Ayrton Senna (20.ª vez)                            |            |
| 31  | Grande Prêmio do Canadá de 1990                                      | Ayrton Senna (21.ª vez)                            |            |
| 32  | Grande Prêmio da Alemanha de 1990                                    | Ayrton Senna (22.ª vez)                            |            |
| 33  | Grande Prêmio da Bélgica de 1990                                     | Ayrton Senna (23.ª vez)                            |            |
| 34  | Grande Prêmio da Itália de 1990                                      | Ayrton Senna (24.ª vez)                            |            |
| 35  | Grande Prêmio do Japão de 1990 (Bicampeonato de Ayrton Senna)        | Nelson Piquet (11.ª vez) e Ayrton Senna            |            |
| 36  | Grande Prêmio da Austrália de 1990                                   | Nelson Piquet (12.ª vez)                           |            |
| 37  | Grande Prêmio dos Estados Unidos de 1991                             | Ayrton Senna (26.ª vez)                            |            |
| 38  | Grande Prêmio do Brasil de 1991                                      | Ayrton Senna (27.ª vez)                            |            |
| 39  | Grande Prêmio de San Marino de 1991                                  | Ayrton Senna (28.ª vez)                            |            |
| 40  | Grande Prêmio de Mônaco de 1991                                      | Ayrton Senna (29.ª vez)                            |            |
| 41  | Grande Prêmio do Canadá de 1991                                      | Ayrton Senna (30.ª vez)                            |            |
| 42  | Grande Prêmio da Hungria de 1991                                     | Ayrton Senna (31.ª vez)                            |            |
| 43  | Grande Prêmio da Bélgica de 1991                                     | Ayrton Senna (32.ª vez)                            |            |
| 44  | Grande Prêmio do Japão de 1991 (Tricampeonato de Ayrton Senna)       | Gehrard Berger (1.ª vez) e Ayrton Senna (33.ª vez) | [ nota 4 ] |
| 45  | Grande Prêmio de Mônaco de 1992                                      | Ayrton Senna (34.ª vez)                            |            |
| 46  | Grande Prêmio da Hungria de 1992                                     | Ayrton Senna (35.ª vez)                            |            |
| 47  | Grande Prêmio da Itália de 1992                                      | Ayrton Senna (36.ª vez)                            |            |
| 48  | Grande Prêmio do Brasil de 1993                                      | Ayrton Senna (37.ª vez)                            |            |
| 49  | Grande Prêmio da Europa de 1993                                      | Ayrton Senna (38.ª vez)                            |            |
| 50  | Grande Prêmio de Mônaco de 1993                                      | Ayrton Senna (39.ª vez)                            |            |
| 51  | Grande Prêmio do Japão de 1993                                       | Ayrton Senna (40.ª vez)                            |            |
| 52  | Grande Prêmio da Austrália de 1993                                   | Ayrton Senna (41.ª vez)                            |            |
| 53  | Final da Copa do Mundo FIFA de 1994                                  | Seleção Brasileira de Futebol (1.ª vez)            |            |
| 54  | Grande Prêmio da Alemanha de 2000                                    | Rubens Barrichello (1.ª vez)                       |            |
| 55  | Grande Prêmio da Europa de 2002                                      | Rubens Barrichello (2.ª vez)                       |            |
| 56  | Final da Copa do Mundo FIFA de 2002                                  | Seleção Brasileira de Futebol (2.ª vez)            |            |
| 57  | Grande Prêmio da Hungria de 2002                                     | Rubens Barrichello (3.ª vez)                       |            |
| 58  | Grande Prêmio da Itália de 2002                                      | Rubens Barrichello (4.ª vez)                       |            |
| 59  | Grande Prêmio dos Estados Unidos de 2002                             | Rubens Barrichello (5.ª vez)                       |            |
| 60  | Grande Prêmio da Grã-Bretanha de 2003                                | Rubens Barrichello (6.ª vez)                       |            |
| 61  | Grande Prêmio do Japão de 2003                                       | Rubens Barrichello (7.ª vez)                       |            |
| 62  | Grande Prêmio da Itália de 2004                                      | Rubens Barrichello (8.ª vez)                       |            |
| 63  | Grande Prêmio da China de 2004                                       | Rubens Barrichello (9.ª vez)                       |            |
| 64  | Grande Prêmio da Turquia de 2006                                     | Felipe Massa (1.ª vez)                             |            |
| 65  | Grande Prêmio do Brasil de 2006                                      | Felipe Massa (2.ª vez)                             |            |
| 66  | Grande Prêmio do Bahrein de 2007                                     | Felipe Massa (3.ª vez)                             |            |
| 67  | Grande Prêmio da Espanha de 2007                                     | Felipe Massa (4.ª vez)                             |            |
| 68  | Grande Prêmio da Turquia de 2007                                     | Felipe Massa (5.ª vez)                             |            |
| 69  | Grande Prêmio do Bahrein de 2008                                     | Felipe Massa (6.ª vez)                             |            |
| 70  | Grande Prêmio da Turquia de 2008                                     | Felipe Massa (7.ª vez)                             |            |
| 71  | Grande Prêmio da França de 2008                                      | Felipe Massa (8.ª vez)                             |            |
| 72  | Grande Prêmio da Europa de 2008                                      | Felipe Massa (9.ª vez)                             |            |
| 73  | Grande Prêmio do Brasil de 2008                                      | Felipe Massa (10.ª vez)                            |            |
| 74  | Grande Prêmio da Europa de 2009                                      | Rubens Barrichello (10.ª vez)                      |            |
| 75  | Grande Prêmio da Itália de 2009                                      | Rubens Barrichello (11.ª vez)                      |            |

## Outros usos
Em 2010, para comemorar a estreia de Bruno Senna — sobrinho de Ayrton Senna — na F1, os patrocinadores do jovem piloto encomendaram ao maestro Eduardo Souto Neto, um tema musical. A música foi composta em dois dias e tem certa semelhança com o tema da vitória.
No dia 29 de março de 2014, o então guitarrista da banda de rock estadunidense Guns N' Roses, Ron "Bumblefoot" Thal, tocou o tema da vitória em uma apresentação da banda em São Paulo. Dias antes, se vivo, Ayrton completaria 54 anos de idade.
A música serviu de inspiração para a torcida do Internacional homenagear o time, e houve depois outra versão da torcida do Flamengo.

## Ver Também
- Lista de vitórias do Brasil na Fórmula 1
- Lista de vitórias de Ayrton Senna em corridas da Fórmula 1
- Aquarela do Brasil, usada em transmissões da Rede Bandeirantes em vitórias de brasileiros em eventos de automobilismo